# Bogdan Zalewski (wioślarz)
Bogdan Zalewski (ur. 9 kwietnia 1981 w Płocku) – polski wioślarz, reprezentant Polski w ósemce ze sternikiem podczas Letnich Igrzysk Olimpijskich w Atenach (8. miejsce)

## Osiągnięcia
- Mistrzostwa Świata Juniorów – Linz 1998 – ósemka – 10. miejsce[1].
- Mistrzostwa Świata Juniorów – Płowdiw 1999 – ósemka – 1. miejsce[1].
- Mistrzostwa Świata – Sewilla 2002 – ósemka – 11. miejsce[1].
- Mistrzostwa Świata – Mediolan 2003 – ósemka – 8. miejsce[1].
- Igrzyska Olimpijskie – Ateny 2004 – ósemka – 8. miejsce[1].
- Mistrzostwa Świata – Gifu 2005 – ósemka – 5. miejsce[1].
- Mistrzostwa Świata – Eton 2006 – ósemka – 6. miejsce[1].
- Mistrzostwa Europy – Poznań 2007 – ósemka – 2. miejsce[1].